# Korita (Tomislavgrad)
Pour les articles homonymes, voir Korita.
Korita (en cyrillique : Корита) est un village de Bosnie-Herzégovine. Il est situé dans la municipalité de Tomislavgrad, dans le canton 10 et dans la fédération de Bosnie-et-Herzégovine. Selon les premiers résultats du recensement bosnien de 2013, il compte 223 habitants.

## Géographie
Le village est situé sur la rive sud-est du lac de Buško.

## Démographie

### Évolution historique de la population dans la localité
| 1948 | 1953 | 1961 | 1971 | 1981 | 1991 | 2013 |
| ---- | ---- | ---- | ---- | ---- | ---- | ---- |
| -    | -    | 378  | 309  | 232  | 179  | 223  |

|  |